# Constanta Airline
Авіакомпанія «Константа» — українська чартерна авіакомпанія зі штаб-квартирою в Запоріжжі, що базується в Міжнародному аеропорту «Запоріжжя». «Константа» співпрацює з міжнародними організаціями та бере участь у реалізації урядових програм. Географія польотів авіакомпанії охоплює різні регіони та країни світу, зокрема, Сомалі, Демократичну Республіку Конго, Південний Судан, Словаччину та Туреччину.

Жовтневий районний суд Запоріжжя відмовив у закритті кримінального провадження щодо ПрАТ "Авіакомпанія Константа", яка фігурує в розслідуванні про перешкоджання законній діяльності Збройних Сил України. Йдеться про справу, пов'язану з використанням літаків Ан-74ТК-100, які, за даними слідства, можуть мати російське походження і бути задіяними в схемах ухилення від санкцій.

https://www.061.ua/amp/news/3913834/sud-u-zaporizzi-vidmoviv-u-zakritti-spravi-sodo-aviakompanii-aku-pidozruut-u-spivpraci-z-rf

## Історія
«Константа» була заснована як приватна компанія в 1998 році в Запоріжжі для здійснення пасажирських і вантажних перевезень. Компанія розпочала свою діяльність на базі Міжнародних авіаліній України в результаті приватизації. У 2016 році «Константа» зіткнулася з банкрутством і готувалася до ліквідації. На той час штат скоротився до 34 осіб, та не мав жодного пілота. Флот налічував п'ять літаків Як-40, що були майже непридатні до експлуатації. 
У грудні 2016 року компанія AP Holdings Limited (ОАЕ) придбала 99,8116% акцій «Константи». Після цієї угоди флот авіакомпанії поповнився літаками Ан-26 та Ан-26-100. До 2018 року AP Holdings Limited збільшила свою частку до 100%.
У червні 2024 року «Константа» отримала дозвіл від Федерального управління цивільної авіації США (FAA) на виконання польотів до, з і транзитом через територію  країни.
З 2021 року Роман Мілешко володіє 98% акцій «Константи», а Михайло Моісеєнко — рештою 2%.
Компанія почала літати до країн ЄС, Африки та Близького Сходу. Основним напрямком діяльності стало виконання вантажних, пасажирських і санітарних авіаперевезень у регіони з підвищеним ризиком та складними кліматичними умовами. 
На початку повномасштабного вторгнення у 2022 році в Гостомелі був знищений літак АН-28 авіакомпанії «Константа» разом із літаком АН-225 «Мрія».
Згідно з наказом Віцепрем'єр-міністра — Міністра розвитку громад, територій та інфраструктури України № 666 від 4 серпня 2023 року «Константа» визнана критично важливим підприємством для функціонування економіки та забезпечення життєдіяльності населення. Раніше, 27 липня 2023 року, Міністерство розвитку громад, територій та інфраструктури України також визнало «Константу» оператором критичної інфраструктури у сфері авіаційного транспорту. 
25 квітня 2024 року «Константа» переобрала наглядову раду на трирічний термін, призначивши новим головою генерал-майора армії США у відставці Девіда Л. Гранджа, відомого в Україні як співзасновника фонду Osprey Global Solutions Ukraine. Девіду Л. Гранджу належить 10% акцій компанії. 
До складу акціонерів «Константи» також увійшли Джеймі Андерсон та Ян Сперген, кожен з яких отримав по 5% акцій. Джеймі Андерсон (Великобританія) — експерт з логістики з більш ніж 15-річним досвідом роботи в британській армії з організації поставок продовольства в країни, що постраждали від військових конфліктів або криз. Ян Сперген (Швеція) — колишній офіцер Збройних сил Швеції, підприємець і експерт з питань безпеки, генеральний директор JHOC у Швеції. Роман Мілешко залишається основним акціонером авіакомпанії з часткою 78%. 
У жовтні 2024 року флот авіакомпанії поповнився вантажним літаком типу Boeing 737-300 Cargo.   
За даними YouControl, «Константа» входить до топ-10 найбільших авіакомпаній України. 

## Міжнародні партнерства
Авіакомпанія «Константа» активно розвиває міжнародну співпрацю. У період з 2017 по 2023 роки компанія здійснила перевезення понад 50 тисяч пасажирів та 14,5  тонн вантажів.
З 2017 по 2019 рік компанія надавала авіаційну підтримку миротворчим та гуманітарним проєктам у Центральній та Східній Африці. У 2019–2021 роках –  гуманітарним проєктам Європейського Союзу в Малі. Починаючи з 2018 року, «Константа» забезпечує авіаційну підтримку урядової програми США на Близькому Сході.
З 2019 року компанія виконує спеціальні вантажні чартерні операції в країнах Європейського Союзу. У період з 2020 по 2022 рік «Константа» надавала авіаційну підтримку гуманітарним проєктам ЄС у Нігері.  
Також з 2019 року авіакомпанія здійснює авіаційну підтримку міжнародних миротворчих операцій у Південному Судані, Сомалі та Демократичній Республіці Конго за довгостроковими контрактами.   
Компанія є перевізником для Всесвітньої продовольчої програми та здійснювала перевезення для місії ЄС у Малі (EUTM), логістичної програми Міністерства оборони США на Близькому Сході (LOGCAP IV) і Африканського Союзу (AU).

## Флот
Компанія є найбільшим оператором українських літаків «Антонов» у світі. «Константа» експлуатує такі типи літаків: 
- Ан-26
- Boeing 737-300 Cargo
- Ан-74

У співпраці з АТ «Антонов», «Івченко-Прогрес», «Мотор Січ» та іншими українськими компаніями авіакомпанія створила необхідну сертифікаційну та технічну базу для відновлення та модернізації літаків «Антонов». Авіакомпанія сертифікована трьома основними світовими регуляторами цивільної авіації: Європейською агенцією з безпеки польотів (EASA), Федеральним управлінням цивільної авіації США (FAA) та Управлінням цивільної авіації Великої Британії (UK CAA).
Компанія має низку міжнародних сертифікатів, зокрема ISO 9001:2015 з управління якістю. "Константа" також відповідає технічним вимогам ЄС щодо систем контролю якості, зокрема має сертифікати з технічного обслуговування (Part-145) та управління підтриманням льотної придатності (Part-M). 
У 2022-2023 роках "Константа" отримала нульовий показник за програмою оцінки безпеки іноземних повітряних суден (SAFA), що підтверджує найвищий рівень безпеки польотів.  
Компанія має представництво та базу технічного обслуговування, сертифіковану Державною авіаційною службою України, в Тренчині, Словаччина, а також – затверджені станції технічного обслуговування в Маріборі (Словенія), Даламані (Туреччина), Джубі (Південний Судан), Могадішо (Сомалі) та Гомі (Демократична Республіка Конго). 
Авіакомпанія «Константа» пропонує кілька авіаційних послуг. Вона здійснює комбіновані пасажирські та вантажні рейси, а також перевозить такі транспортні засоби, як човни та легкі автомобілі 4X4. Компанія може завантажувати нестандартні вантажі з тилу і допомагати з повітряною медичною евакуацією. Авіаперевізник виконує польоти до віддалених аеропортів та на ґрунтові злітно-посадкові смуги, використовуючи техніку короткого зльоту та посадки. «Константа» також здійснює доставку наливного палива, використовуючи систему BATT або бочки, і перевозять нестандартні та небезпечні вантажі, зокрема паливо танкерами. 